# 1861 en philosophie
Chronologie de la philosophie
- 1857
- 1858
- 1859
- 1860
- 1861
- 1862
- 1863
- 1864
- 1865

L’année 1861 a été marquée, en philosophie, par les événements suivants :

## Événements
- PhD ou Ph. D., abrégé de Philosophiæ doctor (« docteur en philosophie »), est adopté aux États-Unis à l’université Yale[1].

## Publications
- Ontologie naturelle, ou étude philosophique des êtres de Pierre Flourens.
- La Guerre et la Paix, recherches sur le principe et la constitution du droit des gens de Pierre-Joseph Proudhon.
- De l'éducation intellectuelle, morale et physique de Herbert Spencer.

## Naissances
- 7 février : Rudolf Steiner, philosophe et occultiste, fondateur de l'anthroposophie, mort en 1925 à 64 ans.
- 15 février : Alfred North Whitehead, philosophe, logicien et mathématicien britannique, mort en 1947 à 86 ans.
- 8 avril : James Edwin Creighton, philosophe américain, mort en 1924 à 63 ans.
- 10 juin : Pierre Duhem, physicien et philosophe des sciences français, mort en 1916 à 55 ans.
- 2 novembre : Maurice Blondel, philosophe français, mort en 1949 à 87 ans.
- 7 décembre : Jacques Élie Henri Ambroise Ner, dit Han Ryner, philosophe et journaliste anarchiste français, mort en 1938 à 76 ans.
- sans date :
  - Frédéric Rauh, philosophe français, mort en 1909.

## Décès
- 25 novembre : Ferdinand Eckstein, dit le baron d'Eckstein, philosophe et auteur dramatique danois actif en France, né en 1790.